# Xã đặc quyền Larkin, Michigan
Xã Larkin (tiếng Anh: Larkin Township) là một xã thuộc quận Midland, tiểu bang Michigan, Hoa Kỳ. Năm 2010, dân số của xã này là 5.136 người.